# Крапинско-загорска жупанија
Крапинско-загорска жупанија се налази у северозападном делу Републике Хрватске и припада простору средишње Хрватске.  Према прелиминарним резултатима пописа из 2021. у жупанији је живело 120.942 становника.

## Становништво
Према попису из 2011. у жупанији је живело 132.892 становника.
| Попис 2011.‍           | Попис 2011.‍           | Попис 2011.‍ | Попис 2011.‍ | Попис 2011.‍ |
| --------------------- | --------------------- | ----------- | ----------- | ----------- |
|                       |                       |             |             |             |
| Хрвати                | Хрвати                |             | 131.352     | 98,84%      |
| Срби                  | Срби                  |             | 217         | 0,16%       |
| Албанци               | Албанци               |             | 132         | 0,10%       |
| Аустријанци           | Аустријанци           |             | 3           | 0,00%       |
| Бошњаци               | Бошњаци               |             | 72          | 0,05%       |
| Бугари                | Бугари                |             | 1           | 0,00%       |
| Власи                 | Власи                 |             | 0           | 0%          |
| Мађари                | Мађари                |             | 16          | 0,01%       |
| Македонци             | Македонци             |             | 48          | 0,04%       |
| Јевреји               | Јевреји               |             | 0           | 0%          |
| Италијани             | Италијани             |             | 10          | 0,01%       |
| Немци                 | Немци                 |             | 48          | 0,04%       |
| Пољаци                | Пољаци                |             | 7           | 0,01%       |
| Роми                  | Роми                  |             | 3           | 0,00%       |
| Румуни                | Румуни                |             | 12          | 0,01%       |
| Руси                  | Руси                  |             | 32          | 0,02%       |
| Русини                | Русини                |             | 4           | 0,00%       |
| Словаци               | Словаци               |             | 13          | 0,01%       |
| Словенци              | Словенци              |             | 408         | 0,31%       |
| Турци                 | Турци                 |             | 1           | 0,00%       |
| Украјинци             | Украјинци             |             | 13          | 0,01%       |
| Црногорци             | Црногорци             |             | 10          | 0,01%       |
| Чеси                  | Чеси                  |             | 15          | 0,01%       |
| остали                | остали                |             | 81          | 0,06%       |
| регионална припадност | регионална припадност |             | 37          | 0,03%       |
| верска припадност     | верска припадност     |             | 28          | 0,02%       |
| нераспоређено         | нераспоређено         |             | 2           | 0,00%       |
| неизјашњени           | неизјашњени           |             | 108         | 0,08%       |
| непознато             | непознато             |             | 219         | 0,16%       |
| укупно: 132.892       |                       |             |             |             |

Према попису становништва 2001. године на подручју Крапинско-загорске жупаније живело је 142.432 становника, што износи 3,2% од укупног броја становника Републике Хрватске. Етнички састав је био следећи: Хрвати 98,4%, Словенци 0,3%, Срби 0,2% и други.
На подручју Крапинско-загорске жупаније преовладавају сеоска насеља. Насеља која су проглашена градовима представљају подручја прелазног урбано-сеоског карактера. У урбанизованом подручју општина и градова живи 36.142 становника што је 24% укупног броја становника жупаније.
Пораст броја становника континуирано је присутан у свим урбанизованим насељима док се у сеоским насељима бележи смањење броја становника.

#### Број становника по пописима
| година пописа  | 2001.   | 1991.   | 1981.   | 1971.   | 1961.   | 1953.   | 1948.   | 1931.   | 1921.   | 1910.   | 1900.   | 1890.   | 1880.   | 1869.   | 1857.   |
| бр. становника | 142.432 | 148.779 | 153.567 | 161.247 | 168.952 | 178.938 | 181.586 | 175.227 | 163.594 | 168.404 | 152.047 | 139.547 | 125.394 | 113.711 | 100.804 |

## Извор
- ЦД-ром: „Насеља и становништво РХ од 1857.2001 године“, Издање Државног завода за статистику Републике Хрватске, Загреб, 2005.

## Политика
Жупанијска скупштина има 45 чланова. Председница Скупштине је Соња Боровчак (SDP).
Жупанијско поглаварство се, по Статуту Жупаније, састоји од 13 чланова. Жупаница, уједно и председница Жупанијског поглаварства је Власта Хубицки (HSS).
Скупштина се састоји од 45 посланика који су подељени:
- Хрватска демократска заједница (HDZ) 12
- Хрватска сељачка странка (HSS) 9
- Социјалдемократска партија Хрватске (SDP) 9
- Хрватска народна странка (HNS) 8
- Загорска демократска странка (ZDS) 7
- Хрватска социјално либерална странка (HSLS) 3
- независни кандидати 3

## Географија
Посебна је географска целина која се пружа од врхова Мацеља и Иванчице на северу до Медведнице на југоистоку са Страхинчицом у средини. Западна граница, уједно и државна са Републиком Словенијом, је река Сутла, а источна граница је развође порјечја Крапине и Лоње. Овако разграничен простор жупаније подудара се са природном регијом Доње Загорје.
Крапинско-загорска жупанија се граничи:
- на северу са Републиком Словенијом и Вараждинском жупанијом
- на западу са Републиком Словенијом
- на југу са градом Загребом и Загребачком жупанијом
- на истоку са Загребачком и Вараждинском жупанијом.

По површини ова жупанија је једна од мањих у Хрватској (1.224,22 km²), али је густоином становника од 116 становника/km² изнад хрватског просека (78 становника/km²). Крапинско-загорска жупанија је уз Међимурску и Вараждинску жупанију, најгушће насељено подручје Хрватске.
Кроз жупанију пролази ауто-пут А2 Загреб–Мацељ, део европског пута Е59 који повезује Хрватску са земљама средње Европе.

### Клима
На подручју Крапининско-загорске жупаније влада континентални тип климе који карактеришу умерено топла лета и доста кишовите и хладне зиме.
- Температура ваздуха

Највеће температуре које прелазе 30 °C забиљежене су у јуну, јулу и августу. Минималне годишње температуре ниже од 10 °C забиљежене су у јануару (–20,5 °C), фебруару (–22 °C), марту (–15,5 °C) и децембру (–17,2 °C). Само три мјесеца (јун, јул и август) немају негативних температура. Хладних дана у години има највише у јануару, фебруару и децембру.
- Падавине

Крапинско-загорска жупанија је подручје са честим и обилним кишама у мају, јуну и јулу тј. у току вегетацијског периода. Други максимум падавина је у новембру док је најмање падавина у фебруару и марту.
- Магла

Магла се појављује током целе године и у летњој сезони у јутарњим и вечерњим деловима дана, у зимском периоду током целог дана. Највећи број дана са маглом имају септембар, октобар, новембар и децембар. Годишње је укупно 56 дана са маглом (15,3% године са смањеном видљивошћу).
- Ветар

У Загорју се струјање ветрова модификује под утицајем рељефа. Најучесталији су западни ветрови са 45% трајањем током године. На другом месту су источни ветрови са 29% трајања, док је временско раздобље без ветра око 6% годишњег времена. Максималне јачине вјетра крећу се од 6–9 Бофора, а најјачи ветрови јављају се од касне јесени до почетка пролећа.